# Mitrephanes
A Mitrephanes a madarak (Aves) osztályának verébalakúak (Passeriformes) rendjébe és a királygébicsfélék (Tyrannidae) családjába tartozó nem.

## Rendszerezés
A nembe az alábbi 2 faj tartozik:
- búbos tirannusz (Mitrephanes phaeocercus)
- Mitrephanes olivaceus